# David Rizzio
Davide Rizzio, parfois écrit Davide Riccio ou Davide Rizzo et francisé en David Rizzio, est un courtisan italien né près de Turin vers 1533 et mort le 9 mars 1566. Descendant d'une famille piémontaise de noblesse ancienne, les Riccio, comtes di San Paolo e Solbrito, il s'élève à la cour d'Écosse en devenant le secrétaire particulier de la reine Marie Stuart. L'époux de Marie, Lord Darnley, aurait été jaloux de leur amitié à la suite de rumeurs selon lesquelles Marie aurait été enceinte de Rizzio et il participa à une conspiration de nobles protestants, conduite par Patrick Ruthven (en), pour l'assassiner. Ce meurtre précipita la chute de Darnley et eut de sérieuses conséquences pour la suite du règne de Mary.

## Biographie
Rizzio, qui figure dans les archives italiennes sous le nom de David Riccio di Pancalieri in Piemonte (David Riccio de Pancalieri, au Piémont), partit d'abord de Turin pour rejoindre la cour du duc de Savoie, alors à Nice. Cependant, n'y trouvant pas de possibilités d'avancement, en 1561, il réussit à se faire admettre dans la suite du comte de Moretto, qui était sur le point de partir en ambassade en Écosse.
La cour d'Écosse n'avait pas d'emploi à offrir à Rizzio et le congédia. Il se lia avec les musiciens de la Reine qu'elle avait ramenés de France. James Melville de Halhill, ami personnel de Rizzio, dit que « Sa Majesté avait trois valets dans sa chambre, qui chantaient à trois voix, et voulait une basse pour chanter la quatrième voix ». C'est ainsi que Rizzio fut introduit à la cour d'Écosse (Hawkins, 1778).
Il était considéré comme un bon musicien et un excellent chanteur, ce qui attira d'abord sur lui l'attention de la jeune Reine. Vers la fin de 1564, s'étant enrichi sous la protection de celle-ci, il devint le secrétaire de la Reine chargé des relations avec la France, après que le titulaire précédent de ce poste eut été contraint de le quitter. Ce poste rapportait des revenus de 20 livres par trimestre. Ambitieux (se voyant presque comme un Secrétaire d'État), catholique et étranger, Rizzio était jugé trop proche de la Reine. Bientôt se répandit la rumeur que Marie commettait un adultère avec Rizzio.

## Meurtre

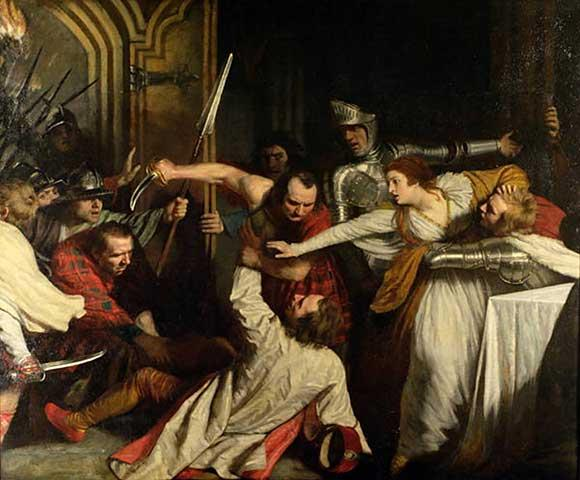
Le Meurtre de Rizzio, de John Opie

La jalousie mena à l'assassinat de Rizzio en présence de la Reine, au palais de Holyrood, après que les gardes royaux furent rapidement maîtrisés et que le palais fut tombé entre les mains des rebelles. La Reine était alors enceinte de sept mois (de Jacques VI). Ayant fait irruption dans la salle à manger privée de la Reine, les rebelles, menés par Lord Ruthven, demandèrent que Rizzio leur soit livré. La Reine refusa. Rizzio se cacha alors derrière Marie, qui, tentant désespérément de le protéger, fut elle-même menacée d'une arme à feu. Les cris de la Reine et de Rizzio retentirent à l'extérieur du palais et alertèrent la population d'Édimbourg[réf. nécessaire]. Quelques centaines d'habitants accoururent à Holyrood avec des armes improvisées. Mais, avec une arme pointée sur elle, la Reine fut contrainte d'aller à la fenêtre et de les congédier[réf. nécessaire].
Après cette lutte violente, Rizzio aurait été poignardé à 56 reprises avant d'être jeté au bas des escaliers et dépouillé de ses bijoux et beaux habits. Dans les deux heures qui suivirent, il fut enterré au cimetière de Holyrood. Buchanan et Daniel rapportent que, peu de temps après, son corps fut transféré sur ordre de la Reine et déposé dans le sépulcre des rois d'Écosse, mesure politiquement très maladroite, car elle renforçait les allégations relatives à leur familiarité (Ruthen 1815). On a fait courir des bruits sur les motifs de l'assassinat de Rizzio — la plupart l'attribuaient à la jalousie de Darnley.

## Conséquences
L'assassinat de Rizzio ne fut qu'un incident dans la campagne, de plus grande envergure encore, menée par les nobles écossais et la reine Élisabeth Ire d'Angleterre pour déstabiliser la reine d'Écosse, dont la popularité et la politique libérale menaçaient leurs privilèges et leur prééminence dans les îles Britanniques. Élisabeth Ire passe pour avoir financé l'assassinat, et elle accorda l'asile aux meurtriers de Rizzio[réf. nécessaire]. Le fait que ce dernier ait été tué en présence de Marie alors que sa grossesse était très avancée, rend l'événement particulièrement choquant. Le récit écrit des faits par la Reine fut naturellement angoissé et décousu. Ces événements furent sans doute à l'origine de sa dépression nerveuse, l'année suivante[réf. nécessaire].
Les nobles écossais et le gouvernement anglais espéraient que la mort de Rizzio entraînerait celle de la Reine ou de l'enfant en gestation, ce qui aurait permis aux factieux de prendre le pouvoir en Écosse[réf. nécessaire]. La même semaine, la Reine retourna triomphante à Édimbourg à la tête de 8 000 hommes, ce qui amena les rebelles à chercher refuge au-delà des frontières pour échapper aux poursuites. Elle organisa de somptueuses funérailles en l'honneur de son ami assassiné.
Le frère de Rizzio, Joseph, arriva en Écosse aux côtés de Michel de Castelnau et fut nommé secrétaire en lieu et place de David avant le 25 avril 1566. Joseph et un compatriote, Joseph Lutyni, furent inquiétés au sujet d'argent manquant dans le trésor de la Reine. En avril 1567, le premier fut accusé et acquitté avec Bothwell du meurtre de Darnley.
Le roi de France Henri IV évoqua David Rizzio : se moquant de Jacques VI d'Écosse, il dit « qu'il aurait dû s'appeler Salomon, parce que fils de David », faisant ainsi allusion à la possibilité que Rizzio fût le père de ce roi d'Écosse, et non Darnley.
Bien que l'on ait affirmé que Rizzio était enterré à Canongate Kirkyard (en) à Édimbourg, cela est hautement improbable, car cela supposerait la réinhumation d'un catholique dans un cimetière protestant 120 ans après sa mort. Il est plus vraisemblable et logique de penser qu'il repose sous une pierre tombale anonyme dans le cimetière attaché à l'abbaye de Holyrood. L'historien protestant George Buchanan a écrit, en 1581, que David avait été d'abord enterré hors les murs de l'abbaye et que Marie ordonna de l'enterrer dans la tombe de son propre père, Jacques V d'Écosse, et de Madeleine de Valois. Comme Buchanan décrivait cette situation comme donnant une mauvaise image de la Reine, alors que le livre était chez les imprimeurs, un ami, James Melville (en), tenta de faire récrire ce passage à Buchanan de peur que le fils de Marie, Jacques VI, ne fît interdire le livre. Buchanan demanda à son cousin, Thomas Buchanan, maître d'école à Stirling, s'il pensait que l'histoire était vraie. Ce dernier acquiesça, et l'histoire fut publiée.

## Les comploteurs
Thomas Randolph, ambassadeur d'Élisabeth Ire, énumère les hommes suivants parmi les participants au meurtre de David :
- le comte de Morton ;
- le troisième Lord Ruthven (en) ;
- Patrick Lindsay, 6e Lord Lindsay (en) ;
- William Maitland de Lethington ;
- William Ruthven ;
- John Cockburn (en), laird de Ormiston ;
- William Sinclair de Herdmanston, laird de Haughton ;
- John Crichton, laird de Brunstane (en) ;
- le laird de Whittingehame (en) ;
- le laird de Lochleven (en) ;
- Robert Johnston d'Elphin(g)stone ;
- Patrick Murray de Tippermure ;
- Andrew Kerr de Fawdonsyde ;
- les prêcheurs John Knox et John Craig.

## Culture
- En musique :
  - Le sujet du concours de composition musicale de 1863 était une cantate à trois personnages, intitulée David Rizzio (livret de Gustave Chouquet). Massenet remporta le premier grand prix, et Charles Constantin (élève d'A. Thomas, né en 1835) le second. Gustave Ruiz (de) obtint une mention honorable[12]. La cantate de Constantin a été créée au casino de Dieppe ;
  - Hippolyte Rodrigues est l'auteur (paroles et musique) de David Rizzio, opéra en 4 actes.

- Au théâtre :
  - David Rizzio, drame en 4 actes écrit par Jacques Arago et Léon Buquet, créé au Théâtre de la Gaîté (19 janvier 1838) ;

- Au cinéma, Rizzio est joué par
  - John Carradine dans le film Marie Stuart de 1936, réalisé par John Ford ;
  - Ian Holm dans Marie Stuart, reine d'Écosse, réalisé en 1972 par Charles Jarrot ;
  - Mehdi Dehbi dans Mary Queen of Scots, réalisé en 2013 par Thomas Imbach ; et par
  - Ismael Cruz Córdova dans Marie Stuart, reine d'Écosse réalisé par Josie Rourke, sorti en 2018..
  - Andrew Shaver dans Reign : Le Destin d'une reine, série télévisée de Laurie McCarthy et Stephanie Sengupta diffusée entre 2013 et 2017.

- La vie et la mort de Rizzio sont des éléments-clés dans l'intrigue du Secrétaire italien, histoire de Sherlock Holmes écrite par Caleb Carr. Holmes rejette l'idée que Rizzio ait jamais été autre chose qu'un divertissement.

## Source
Marie-Nicolas Bouillet  et Alexis Chassang (dir.), « David Rizzio » dans Dictionnaire universel d’histoire et de géographie, 1878 (lire sur Wikisource).

## Crédit d'auteurs
- (en) Cet article est partiellement ou en totalité issu de l’article de Wikipédia en anglais intitulé « David Rizzio » (voir la liste des auteurs).